# Kościół Miłosierdzia Bożego w Rzeczycy Wielkiej
Kościół Miłosierdzia Bożego – rzymskokatolicki kościół filialny w Rzeczycy Wielkiej (gmina Polanów), należący do parafii Podwyższenia Krzyża Świętego w Polanowie, dekanatu Polanów w diecezji koszalińsko-kołobrzeskiej.

## Historia kościoła
Do lat 90. XX wieku mieszkańcy Rzeczycy Wielkiej, dojeżdżali na nabożeństwa do kościoła w Przytocku czy Polanowa. W związku z coraz większymi trudnościami z dojazdem do świątyń w wymienionych miejscowościach, postanowiono wybudować kościół w Rzeczycy Wielkiej. We wrześniu 1997 roku mieszkańcy rozpoczęli starania o zakup działki, już w październiku tego samego roku zostały wylane fundamenty pod świątynię. Następnego roku zakończono budowę i 19 grudnia 1998 roku kościół został konsekrowany. Dokonał tego ksiądz biskup Marian Gołębiewski. W następnych latach trwały jeszcze prace wykończeniowe, co nie przeszkadzało w regularnym sprawowaniu Mszy św. W 1999 roku położono w kościele posadzkę i zainstalowano ławki. Poświęcone zostały obrazy:
- Matki Boskiej Nieustającej Pomocy,
- św. Wojciecha.

W 1999 roku postawiono również krzyż misyjny. W 2000 roku upiększono terakotą schody wejściowe do kościoła.